# Amanda Davin
Amanda Klara Alexandra Davin (* 12. April 1992) ist eine schwedische Schauspielerin.

## Filmografie (Auswahl)
- 2003: Min skäggiga mamma als Karin
- 2003: Der chaotische Elterntausch auch als Hin und her – Chaos im Doppelpack bekannt (Tur & retur) als Martin und Julia (hier auch Kameraassistenz)
- 2007: Allt om min buske als Barbo
- 2007: Wallanders letzter Fall – Die Pyramide (Wallander – Pyramiden)
- 2008: Patrik 1,5 als Isabell
- 2008: Männer im Wasser (Allt flyter) als Sara
- 2012: Som en Zorro